# الجمعية النرويجية للسرطان
الجمعية النرويجية للسرطان هي منظمة غير ربحية في النرويج. تم تأسيسها في عام 1938، واتخذت الاسم الحالي عام 1948. تيهدف إلى مساعدة مرضى السرطان، وزيادة الوعي بالسرطان وتمويل أبحاث السرطان. كما تقوم الجمعية بتمويل جائزة الملك أولاف الخامس السنوية لأبحاث السرطان .

## الهيكل التنظيمي
الأمين العام هو آن ليز رايل، ويتكون مجلس الإدارة من غون إيلين آسبرونغ بيورنيبو (رئيسًا)، وكارل أوتو لوفينسكيولد (نائب الرئيس)، وتون نوردوي، ووينش فروجن سيلوج، وجوستاين كريستيان دالاند، وتورد ديل، ولارس أكسلين، وجريت وينيس، وأنين كيرولف، وإلس ستورينج. يقع المقر الرئيسي للمنظمة في بوابة كونغنز 6 في أوسلو.